# Régiments de cavalerie français d'Ancien Régime (M)
Cet article présente la liste des régiments de cavalerie français d'Ancien Régime, commençant par la lettre M.

## Régiment de Magalotti cavalerie
- Régiment de Magalotti cavalerie 

Ce régiment italien est levé le 14 août 1638 par Pierre Magalotti. Affecté en Italie, dans le cadre de la Guerre de Trente Ans, il se trouve à l'attaque des retranchements de Cencio, au secours de Casal, au siège de Chivasso, au combat de La Route (La Rotta), en Piémont, près de Carmagnole, en 1639, au siège de Turin en 1640, aux prises de Chivasso, de Ceva, de Pianezza, de Mondovi, et de Coni en 1641. Envoyé en Catalogne, il participe à la bataille de Lérida en 1642 avant de retourner en Italie,où il assiste aux prises de Trino et d'Asti en 1643. Envoyé en Flandre, il se trouve au siège de Gravelines en 1644 et siège de La Mothe-aux-Bois en 1645 durant lequel le mestre de camp y est mortellement blessé en juillet 1645. Il prend le nom de régiment de Créquy cavalerie après avoir été donné, le 6 mars 1646, à Charles de Blanchefort, duc de Créquy.

## Régiment de Mahé dragons
- Régiment de Mahé dragons

Le régiment est formé, le 27 mai 1635, sur le pied de 500 chevaux, par le M. de Mahé dans le cadre de la guerre de Trente Ans. Le régiment combat en Lorraine et en Allemagne en 1636. Il est cassé le 30 juillet 1636.

## Régiment de Maineville cavalerie (1642-1645)
- Régiment de Maineville cavalerie (1642-1645)

Le régiment est levé, le 18 juin 1642, par Michel de Roncherolles, marquis de Maineville dans le cadre de la guerre franco-espagnole. Envoyé en Picardie, il se trouve à la bataille de Rocroi et à la prise de Thionville en 1643, et à la prise de Gravelines en 1644. Il prend le nom de régiment de Roncherolles cavalerie après avoir été donné, le 24 février 1645, à Pierre, marquis de Roncherolles, cousin du précédent.

## Régiment de Maineville cavalerie (1652-1656)
- Régiment de Maineville cavalerie (1652-1656)

Le régiment est levé le 17 février 1652, par Michel de Roncherolles, marquis de Maineville, pour la pacification des troubles en Normandie et est licencié la même année. Le régiment est rétabli le 21 juillet 1656, pour la défense de la Picardie et est licencié la même année.

## Régiment de Malves cavalerie
- Régiment de Malves cavalerie

Le régiment est levé le 30 mars 1652, par Paul Bélissen , baron de Malves dans le cadre de la Fronde. Il combat en Guyenne et est licencié la même année après les troubles.

## Régiment de Mancini-Wallon cavalerie
- Régiment de Mancini-Wallon cavalerie 

Ce régiment wallon est levé le 3 février 1652, par N. Mancini. Affecté à l'armée de Turenne, le mestre de camp est tué à la bataille du faubourg Saint-Antoine et remplacé, 22 juillet, par Frédéric-Maurice de La Tour d'Auvergne, duc de Bouillon. Le régiment prend alors le nom de régiment de Bouillon cavalerie (1652-1658).

## Régiment de Marbeuf dragons
- Régiment de Marbeuf dragons

## Régiment de Marchin cavalerie
- Régiment de Marchin cavalerie  

C'est l'ancien régiment de Moullard-liégeois cavalerie, qui est renommé « régiment de Marchin cavalerie » le 10 avril 1637 après avoir été donné à Jean Gaspard Ferdinand, comte de Marchin (ou Marsin). Engagé dans le cadre de la guerre de Trente Ans il est envoyé en Bourgogne, et participe à la prise de Saint-Amour, de Bletterans et de Lons-le-Saulnier en 1637, puis il rejoint la Lorraine en 1638, et se trouve aux prises de Blamont, de Lunéville et de Neu-Brisach. Le 10 avril 1637, il reçoit l'incorporation du régiment de La Bloquerie-liégeois cavalerie. Il passe en Italie en 1639, et assiste au combat de La Route (La Rotta), en Piémont, près de Carmagnole, et à la prise de Quiers en 1639, au siège et combat de Turin en 1640. Il passe en Catalogne en 1642, en Italie en 1643, en Allemagne en 1644, et prend part à la bataille de Nordlingen en 1645. En 1644, il reçoit l'incorporation du régiment de Léchelle-liégeois cavalerie. Il passe en Flandre en 1646, en Catalogne en 1647, assiste au siège de Lérida en 1647, au siège de Tortose en 1648 et il se trouve en garnison à Barcelone en 1649. Durant la Fronde, Jean Gaspard Ferdinand, comte de Marchin ayant rejoint le parti des rebelles, le régiment lui est retiré le 1er mars 1650, et partagé en 2 régiments, qui sont donnés l'un au premier capitaine Miche, devenant le régiment de Miche cavalerie et l'autre au lieutenant-colonel de Montbéliard, devenant le régiment de Montbéliard cavalerie . Le régiment de Miche, après avoir combattu à Rethel, est restitué au comte de Marchin, 14 février i65i, et il disparaît. Le comte de Marchin a probablement cherché fortune hors du service du roi.

## Régiment de Marcieu cavalerie
- Régiment de Marcieu cavalerie

C'est l'ancien régiment de Beaucaire cavalerie qui est renommé « régiment de Marcieu cavalerie » après avoir été donné, le 1er janvier 1748 à Pierre-Louis-Aimé Guiffrey de Monteynard, marquis de Marcieu. Il se trouve au camp de Gray en 1754 puis quand débute la guerre de Sept Ans, il est envoyé en Hanovre et participe à la bataille de Hastenbeck en 1757, à la bataille de Krefeld en 1758, à la bataille de Minden, en 1759 et reste stationnée sur les côtes pendant le reste de la guerre. Il est incorporé, le 1er décembre 1761, dans le régiment Royal-Pologne. Ce régiment a figuré, le 7 janvier 1742, à l'entrée solennelle de Mehmed Efendi , ambassadeur de Turquie. Ses étendards étaient rouges, avec le soleil et la devise, brodés et frangés d'or. Il portait habit, collet et manteau gris blanc; doublures, parements et revers rouges, boutons de cuivre à 8 pans; buffle, bandoulière et culotte de peau jaune; chapeau bordé d'or. L'équipage était rouge, bordé d'un galon isabelle à chaînettes bleues .

Régiment de Marcieu cavalerie
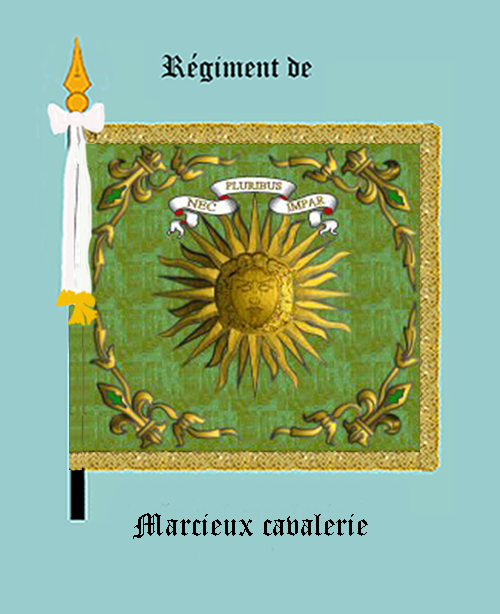
avers
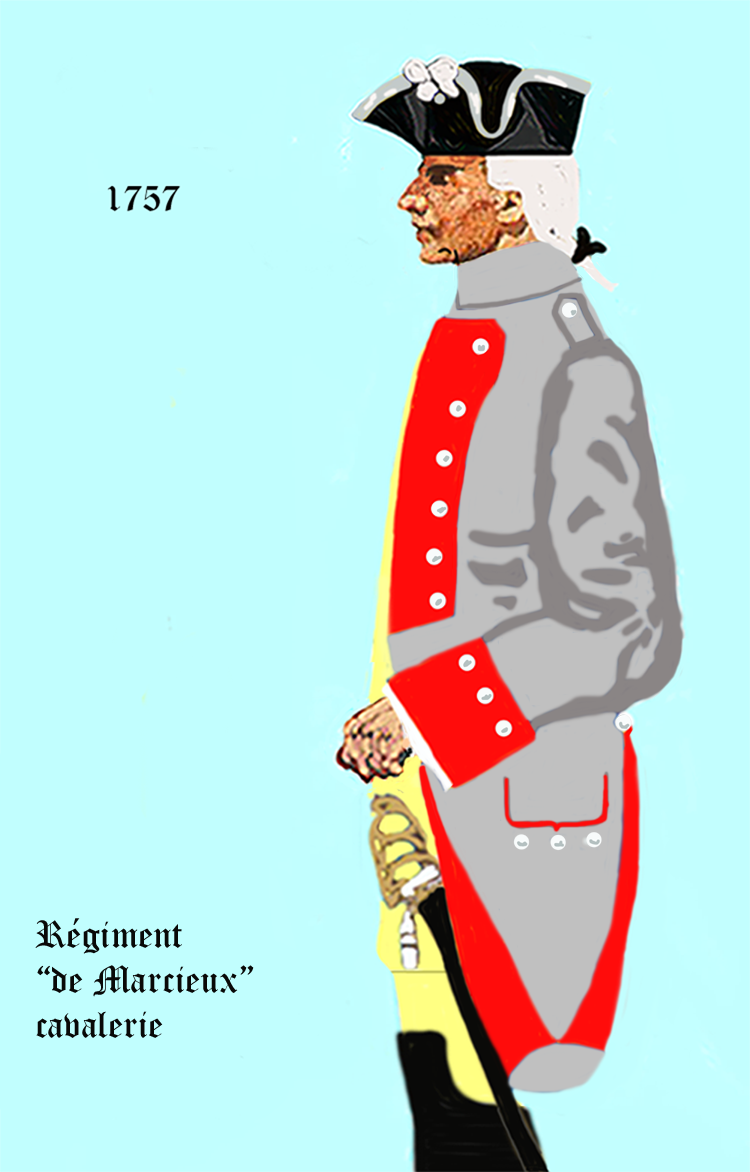
de 1757 à 1761

## Régiment de Marey cavalerie
- Régiment de Marey cavalerie

Ce régiment est levé le 27 janvier 1649, par Guillaume Rouxel de Médavy, comte de Marey. Engagé dans la Fronde, il participe à la combat de Brie-Comte-Robert puis il passe en Flandre ou il se trouve à la bataille de Condé en 1649. En 1650 dans le cadre de la guerre franco-espagnole, il sert en Bourgogne, puis participe au secours de Mouzon et à la bataille de Rethel et il est licencié après cette bataille.

## Régiment de Margarit cavalerie
- Régiment de Margarit cavalerie  

C'est l'autre nom du régiment d'Aguilar cavalerie

## Régiment de Margraf cavalerie
- Régiment de Margraf cavalerie  

C'est l'ancien régiment de Nothafft cavalerie, qui est renommé « régiment de Margraf cavalerie » après avoir été donné en 1644, au colonel Margraf. Engagé dans la guerre de Trente Ans il participe à la bataille de Nordlingen en 1645. Il prend le nom de régiment de Lameth cavalerie après avoir été donné, en 1647, à François, vicomte de Lameth.

## Régiment de Marigny-Pibrac cavalerie
- Régiment de Marigny-Pibrac cavalerie

Ce régiment est levé le  8 février 1652, par Jacques du Faur, chevalier de Marigny-Pibrac. Il combat en Guyenne avant de prendre le nom de régiment de La Batut après avoir été donné, en 1653, à M. de La Batut.

## Régiment de Marins cavalerie (1647-1652)
- Régiment de Marins cavalerie (1647-1652)

Le régiment est levé, le 25 mars 1647, par Michel-François du Bouzet, marquis de Marins. Envoyé en Catalogne, il participe au siège de Lérida, à la prise d'Ager en 1647 et au siège de Tortose en 1648. Réduit à une compagnie franche à la fin de cette campagne elle entre, le 22 novembre 1652, mestre de camp, dans le régiment de La Clavière dont le marquis de Marins obtient le commandement.

## Régiment de Marins cavalerie (1652-1668)
- Régiment de Marins cavalerie (1652-1668)

C'est l'ancien régiment de Meille cavalerie (1646-1652), qui est renommé « régiment de Marins cavalerie »  après avoir été donné, le 22 novembre 1652, à Michel-François du Bouzet, marquis de Marins. Engagé dans la Fronde, il est conduit en Guyenne et assiste au siège de Bordeaux en 1653, puis il passe en Picardie en 1655. Le régiment est licencié en Picardie le 18 avril 1661, sauf la compagnie de mestre de camp qui est maintenue sur pied. Le régiment est rétabli le 7 décembre 1665, dans le cadre de la guerre franco-espagnole, il combat en Flandre en 1667 et il est licencié le 24 mai 1668.

## Régiment de Marolles cavalerie
- Régiment de Marolles cavalerie

Le régiment est levé le 18 avril 1643, par Joachim de Lénoncourt, marquis de Marolles. Engagé dans la guerre de Trente Ans il est envoyé en Picardie, et participe à la bataille de Rocroi, et à la prise de Thionville. Il est licencié en janvier 1644.

## Régiment de Marolles étranger cavalerie
- Régiment de Marolles étranger cavalerie

Ce régiment est levé le 15 février 1652, sur le pied de 6 compagnies de 100 hommes, par Joachim de Lénoncourt, marquis de Marolles. Engagé dans la guerre franco-espagnole, il combat en Lorraine et participe à la prise de Clermont-en-Argonne en 1654. Le mestre de camp est tué en 1655 devant le château de Mussy et est remplacé par son fils. Affecté à l'armée de Lorraine en 1656, il se trouve en Flandre en 1657 et prend le nom de régiment de Soissons cavalerie après avoir été donné à Eugène-Maurice de Savoie, comte de Soissons.

## Régiment de Marsillac cavalerie
- Régiment de Marsillac cavalerie

C'est l'ancien régiment de Charost cavalerie (1644-1646), qui est renommé « régiment de Marsillac cavalerie » après avoir été donné, le 11 septembre 1646 à François de La Rochefoucauld, prince de Marsillac. Engagé dans la guerre de Trente Ans, il se trouve au siège d'Ypres en 1648. Il passe au parti parlementaire en 1649, il se trouve au combat de Brie-Comte-Robert. Le régiment est licencié le 3 avril 1649.

## Régiment de Marsilly cavalerie
- Régiment de Marsilly cavalerie  

C'est l'ancien régiment du Lac cavalerie, qui est renommé « régiment de Marsilly cavalerie » après avoir été donné le 23 août 1651 à Antoine Deschamps marquis de Marsilly. Dans le cadre de la guerre de Trente Ans, il combat en Catalogne, puis il est mis en garnison à Barcelone en 1652. Il participe au siège de Gérone et au secours de Roses en 1653, aux prises de Villefranche et de Puycerda en 1654, passe en Picardie en 1655, et participe aux sièges de Landrecies, de Condé et de Saint-Ghislain, rejoint l'Italie en 1656, assiste au siège de Valencia en 1656, au secours de Valencia et à la prise de Novi en 1657, au siège de Mortare en 1658. Il reste en Italie jusqu'à son licenciement le 18 avril 1661.

## Régiment de Matignon cavalerie (1635-1636)
- Régiment de Matignon cavalerie (1635-1636)

Le régiment est formé, le 16 mai 1635, par Charles de Goyon, comte de Matignon dans le cadre de la guerre de Trente Ans. Envoyé en Picardie, il est cassé le 30 juillet 1636.

## Régiment de Matignon cavalerie (1649-1653)
- Régiment de Matignon cavalerie (1649-1653)

Ce régiment est levé le 25 janvier 1649 par François de Goyon, comte de Matignon. Engagé dans la Fronde, il sert en Normandie et est licencié après les troubles, en 1653.

## Régiment de Maucomble cavalerie
- Régiment de Maucomble cavalerie

C'est l'ancien régiment de Coupet cavalerie, qui est renommé « régiment de Maucomble cavalerie »  après avoir été donné, en 1642 à M. de Maucomble. Le régiment est licencié en Italie à la fin de 1645.

## Régiment de Maugiron cavalerie
- Régiment de Maugiron cavalerie

C'est l'ancien régiment du Bourg-de L'Espinasse cavalerie, qui est renommé « régiment de Maugiron cavalerie »  après avoir été donné le 10 novembre 1652 à Claude, comte de Maugiron. Dans le cadre de la guerre franco-espagnole, il est envoyé en Italie avant de rejoindre la Lorraine en 1654, et de participer à la prise de Belfort, au secours d'Arras, et à la prise du Quesnoy cette année là puis aux sièges de Landrecies, de Condé, et de Saint-Ghislain en 1655, au siège de Valenciennes, et à la prise de La Capelle en 1656. Il est licencié après la campagne.

## Régiment de Maulevrier cavalerie
- Régiment de Maulevrier cavalerie

Le régiment est levé le 7 avril 1649, par Jean du Fay, comte de Maulévrier. Il est licencié après les troubles de Paris.

## Régiment de Mazarin cavalerie
- Régiment de Mazarin cavalerie

## Régiment de Mazarin-Étranger cavalerie (1644-1651)
- Régiment de Mazarin-Étranger cavalerie (1644-1651)

Le régiment est levé, le 5 août 1644, pour le cardinal Mazarin, par Artus Gouffier, duc de Roannez, dans le cadre de la guerre de Trente Ans. Envoyé en Flandre, il participe au siège de Gravelines en 1644, à la bataille de Lens, et à la prise de Furnes en 1648, au blocus de Paris, et aux sièges de Cambrai et de Condé en 1649. Donné, le 15 février 1651, à Philippe de France, duc d'Anjou, le régiment est alors mis sous le nom de régiment du Duc d'Anjou-Étranger.

## Régiment de Mazarin-Étranger cavalerie deuxième (1649-1651)
- Régiment de Mazarin-Étranger cavalerie deuxième (1649-1651)

C'est l'ancien régiment des dragons Étrangers du Cardinal, qui est renommé « régiment régiment de Mazarin-Étranger cavalerie deuxième »  après avoir été converti, le 23 mai 1649, en régiment de cavalerie. Dans le cadre de la guerre franco-espagnole, il participe aux sièges de Cambrai et de Condé en 1649. Après la fuite de Mazarin, François de Lopis de Montdevergues devient mestre de camp en pied, le 16 mai 1651. Le régiment est rétabli, le 3 février 1652, à la rentrée de Mazarin aux affaires, sous le titre de régiment de Son Éminence cavalerie.

## Régiment de Mazarin-Français cavalerie
- Régiment de Mazarin-Français cavalerie

Le régiment est levé le 5 mars 1644, pour le cardinal Mazarin, par Antoine de Brouilly, marquis de Piennes dans le cadre de la guerre de Trente Ans. Envoyé en Allemagne, il participe à la  bataille de Fribourg, à la prise de Philippsbourg en 1644 et à la bataille de Nordlingen en 1645 durant laquelle le marquis de Piennes y est blessé. Il se trouve ensuite aux prises de Dunkespiel, d'Heillbronn et de Trêves, puis il passe en Lorraine, et assiste à la prise de Longwy en 1646 et rejoint la Champagne en 1647. Mis en garnison à Ardres de 1648 à 1650, il participe à la bataille de Rethel en 1650. Il prend le nom de régiment de Piennes cavalerie après avoir été donné le 15 février 1651, à Antoine de Brouilly, marquis de Piennes.

## Régiment de Mazarin-Italien cavalerie
- Régiment de Mazarin-Italien cavalerie 

Ce régiment italien est levé le 21 octobre 1644, pour le cardinal Mazarin, par François-Marie, comte de Broglio dans le cadre de la guerre de Trente Ans. Ce régiment qui était armé de carabines est envoyé en Catalogne, et participe aux prises de Roses et de Balaguer, et au combat de Llorens en 1645, au siège et combat de Lérida en 1646, au siège de Lérida, combats d'Ager et de Constantin en 1647, au siège de Tortose en 1648, au blocus de Paris, au combat de Charenton,et aux sièges de Cambrai et de Condé en 1649. Le 11 mars 1650, Carlo, comte de Broglio devient mestre de camp-lieutenant du régiment. Il passe en Guyenne, et participe à la réduction de Bordeaux. Envoyé en Champagne, il se trouve à la bataille de Rethel en 1650. Il prend le nom de régiment de Broglio cavalerie le 4 septembre 1651, après avoir été donné en propriété au comte de Broglio.

## Régiment de Meille cavalerie (1646-1652)
- Régiment de Meille cavalerie (1646-1652)

C'est l'ancien régiment de La Clavière cavalerie, qui est renommé « régiment de Meille cavalerie »  après avoir été donné, le 20 août 1646, à Henri de Foix, vicomte de Meille. Engagé dans la guerre de Trente Ans, il rejoint la Catalogne et assiste au siège de Lérida en 1647, puis il est envoyé en Flandre en 1648. En 1650, il incorpore l'autre régiment de Meille cavalerie (1649-1650). Il prend le nom de régiment de Marins cavalerie après avoir été donné, le 22 novembre 1652, à Michel-François du Bouzet, marquis de Marins.

## Régiment de Meille cavalerie (1649-1650)
- Régiment de Meille cavalerie (1649-1650)

Le régiment est levé le 20 juin 1649, par Henri de Foix, vicomte de Meille. Il est incorporé après les troubles, en 1650, dans l'autre régiment de Meille cavalerie (1646-1652).

## Régiment de Melin cavalerie
- Régiment de Melin cavalerie

C'est l'ancien régiment de Bouillon cavalerie (1652-1658), qui, après la mort de son mestre de camp en 1652, devient le « régiment de Melin cavalerie » lorsque de Melin en devient propriétaire, 25 mai 1658. Le régiment participe à la bataille des Dunes puis il est mis en garnison à Audenarde. Il est licencié le 20 juillet 1660, à l'exception de la compagnie du mestre de camp. Rétabli le 7 décembre 1665, il occupe Hesdin et Béthune en 1667. Licencié 24 mai 1668, excepté la compagnie du mestre de camp qui figure dans la liste de 1670. Rétabli 9 août 1671 à 6 compagnies, il participe à la campagne de 1672, sous le roi et Turenne. Il prend le nom de régiment de Cayeux cavalerie (1675-1675) après avoir été donné, le 6 mai 1675, à Charles-Jean-Baptiste Hyacinthe Rouhault, comte de Cayeux.

## Régiment de Mercœur cavalerie
- Régiment de Mercœur cavalerie

Ce régiment est levé le 7 avril 1649, par Louis de Vendôme, duc de Mercœur dans le cadre de la guerre franco-espagnole. Le régiment est envoyé en Catalogne pour prendre garnison à Barcelone. En 1650, il participe à la défense de Barcelone, et à la reprise de Castelléon. Il est toujours à Barcelone en 1651 puis il est envoyé à la pacification de la Guyenne en 1652, rejoint  l'Italie en 1654, et se trouve à la prise de Valencia, puis il passe en Provence en 1657. Le régiment est licencié en Provence en 1659.

## Régiment de Merinville cavalerie
- Régiment de Merinville cavalerie

Ce régiment est formé, le 24 janvier 1638, par François de Montiers, comte de Mérinville. Engagé dans la guerre de Trente Ans, il est envoyé en Roussillon et assiste à la prise de Salses, et au combat de Sigean en 1639 à la levée du siège d'Ille par les Espagnols en 1640, puis il passe en Catalogne, et se trouve blocus de Tarragone en 1641, au combat de Vals en 1642, au siège de Lérida en 1644 aux prises de Roses, Llorens et Balaguer en 1645, au siège de Lérida en 1646, aux sièges de Lérida et d'Ager en 1647, au siège de Tortose en 1648. Cette même année il passe en Italie et revient en Catalogne en 1649 et il participe à la reprise de Castelléon en 1650. Il se trouve en Guyenne et en Roussillon en 1653, puis de retour en Catalogne, il participe aux sièges de Villefranche, Roses et de Puycerda en 1654, et à la prise du cap de Quiers en 1655. Le régiment est licencié en Catalogne 24 novembre 1658.

## Régiment de Mespas cavalerie
- Régiment de Mespas cavalerie  

C'est l'ancien régiment de Chambres cavalerie, qui est renommé « régiment de Mespas cavalerie »  après avoir été donné au commencement de 1646 à Charles de Provost de Mespas. Engagé dans la guerre de Trente Ans il se trouve en Allemagne en 1646, passe en Flandre en 1649, rejoint l'armée de Turenne en 1652, avec laquelle il participe à la bataille de Bléneau, et passe en Guyenne en 1653 et prend le nom de régiment de Créqui cavalerie après avoir été donné au chevalier de Créqui cette même année.

## Régiment Mestre de Camp Général cavalerie (1641-1646)
- Régiment Mestre de Camp Général cavalerie (1641-1646)

C'est l'ancien régiment de Gassion cavalerie, qui est renommé « régiment de Mestre de Camp Général cavalerie » le 10 décembre 1641 après la nomination de Jean de Gassion en tant Mestre de camp général de la cavalerie légère. Engagé dans la guerre de Trente Ans, il est affecté à l'armée de Picardie en 1642 et participe à la bataille de Rocroi en 1643, au siège de Thionville où Jean de Gassion, mestre de camp du régiment, est blessé, à la prise de Sierk. Il rejoint l'armée de Flandre en 1644, avec laquelle il participe aux sièges de Furnes et de Gravelines, et aux prises de Cassel et de Mardyck, en 1645. Il reprend le nom de régiment de Gassion cavalerie le 30 mai 1646.
Le « régiment Mestre de Camp Général cavalerie » est devenu sous la Révolution le 23e régiment de cavalerie puis il est licencié 1er vendémiaire an XII (24 septembre 1803).

Régiment Mestre de Camp Général cavalerie
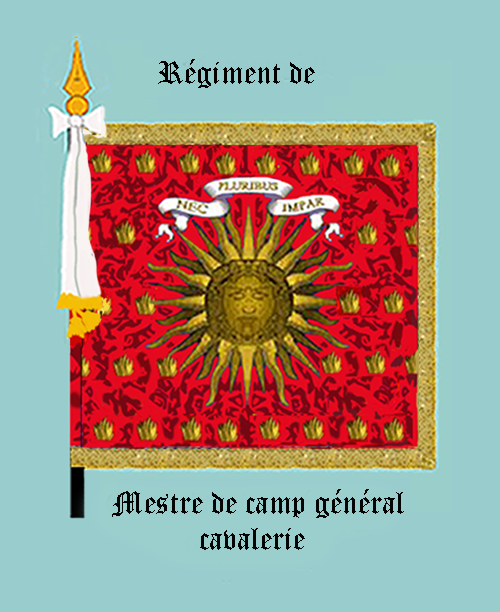
régiment Mestre de Camp Général cavalerie, avers
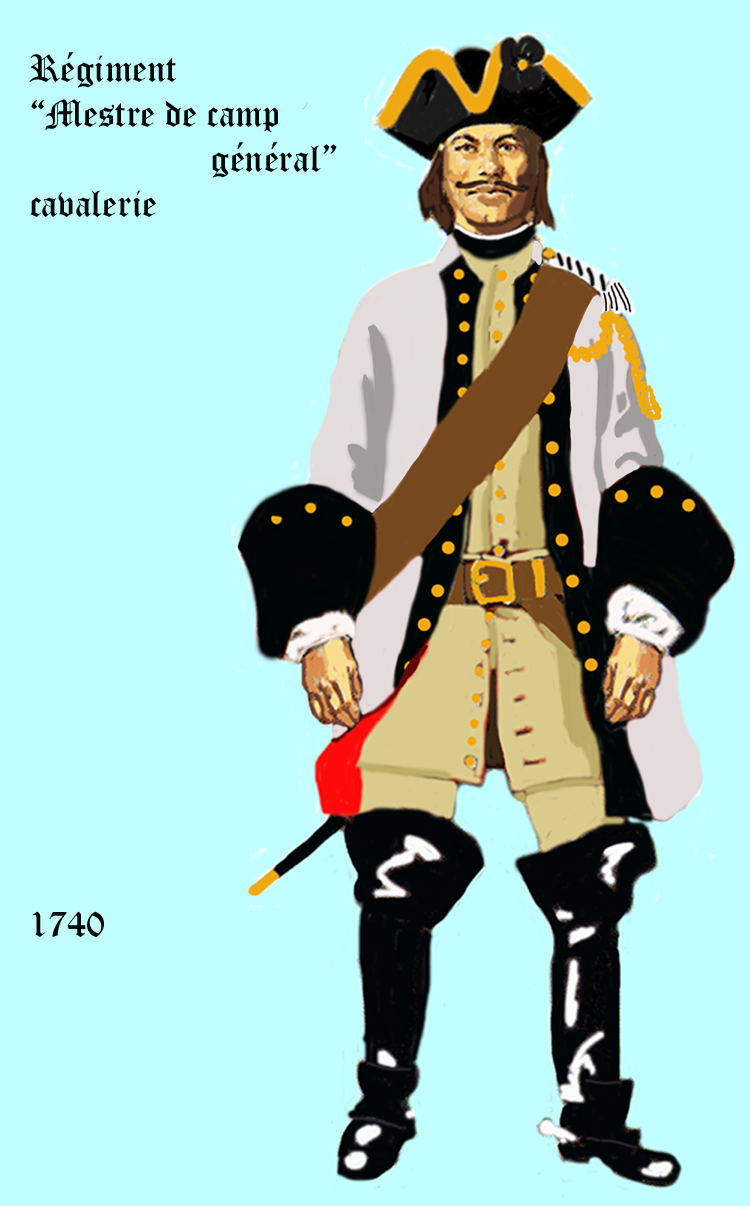
de 1740 à 1757
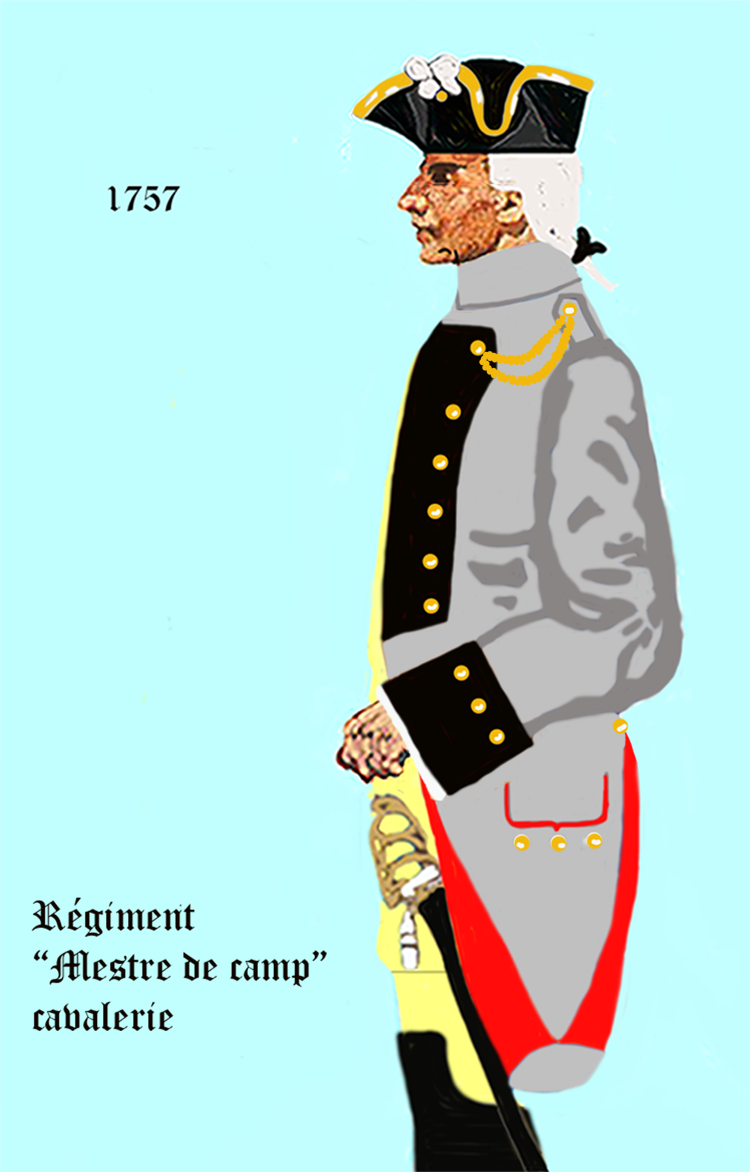
de 1757 à 1762<
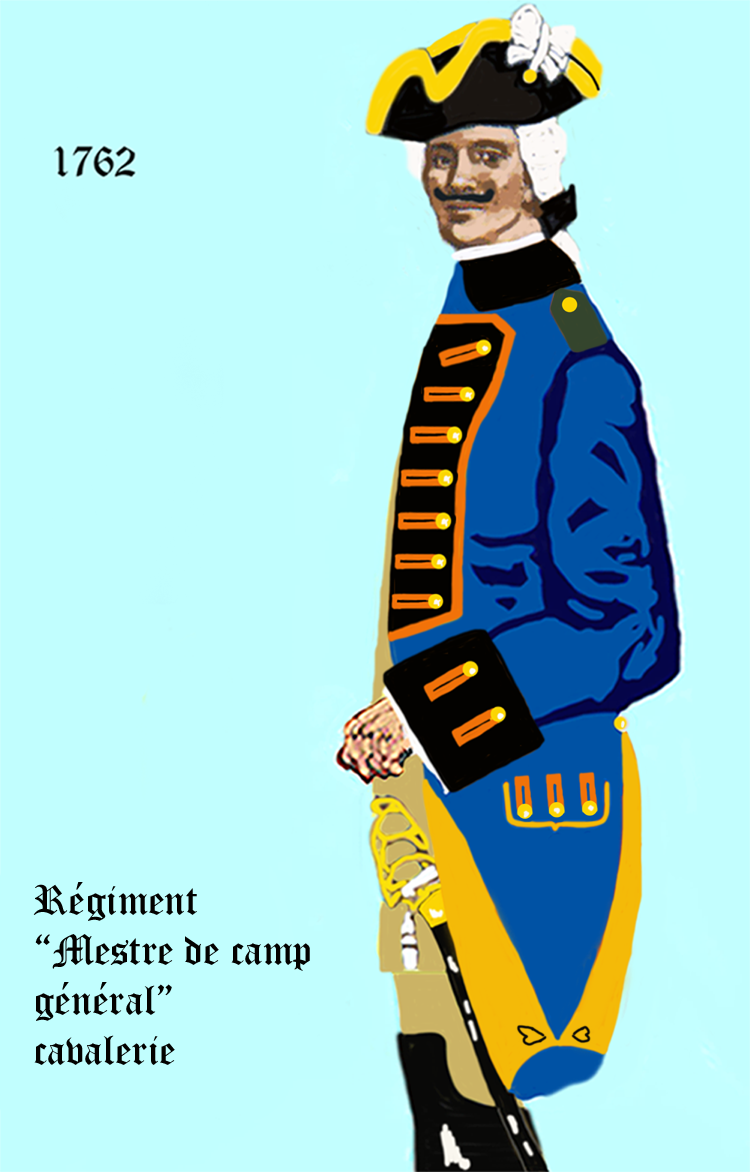
de 1762 à 1767
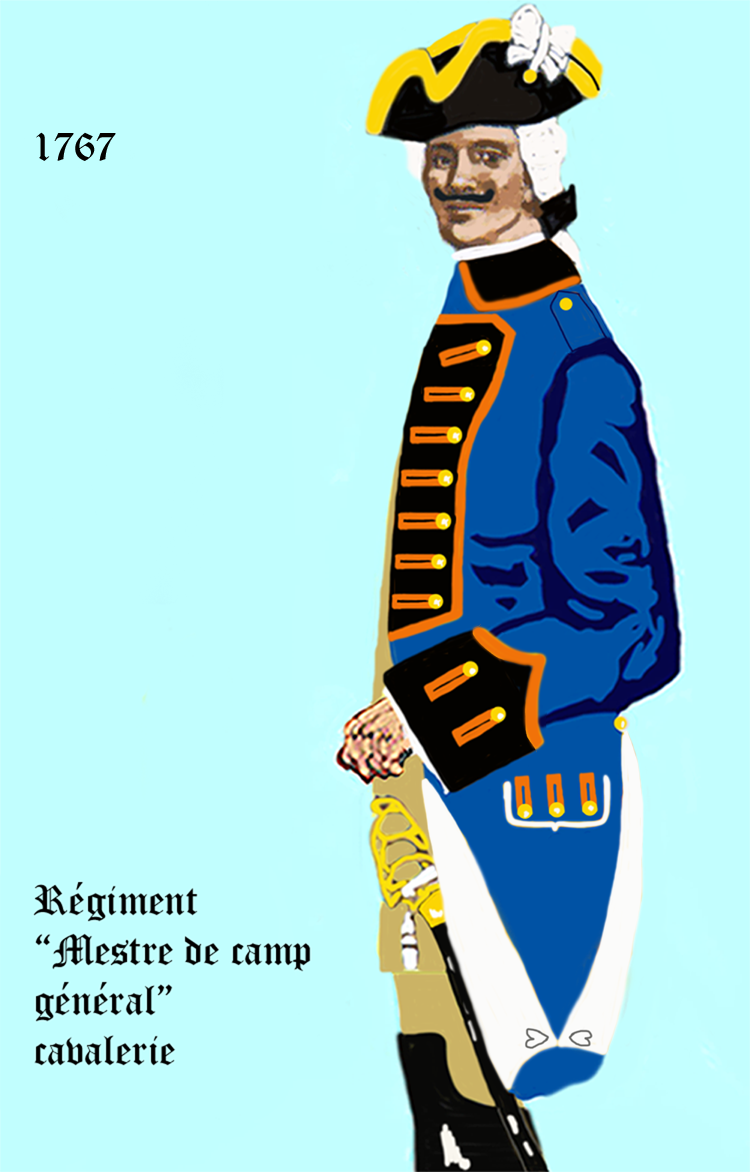
de 1767 à 1776
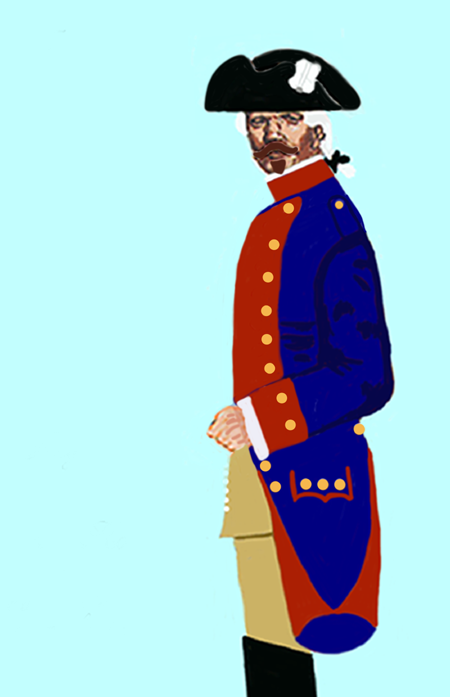
de 1776 à 1779
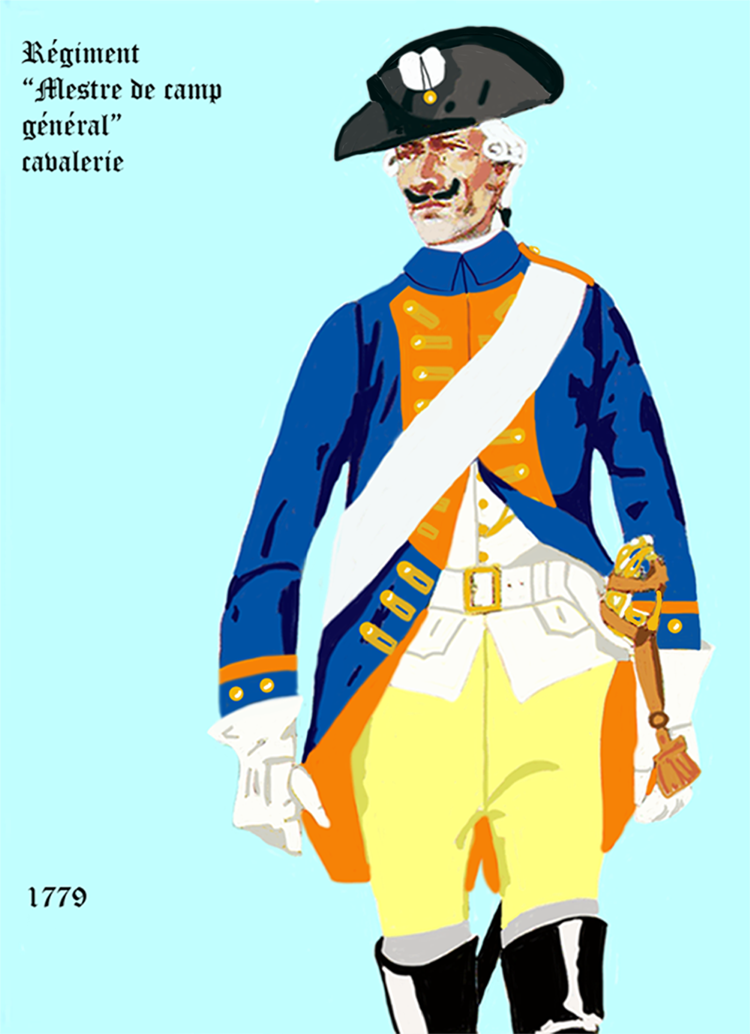
de 1779 à 1786
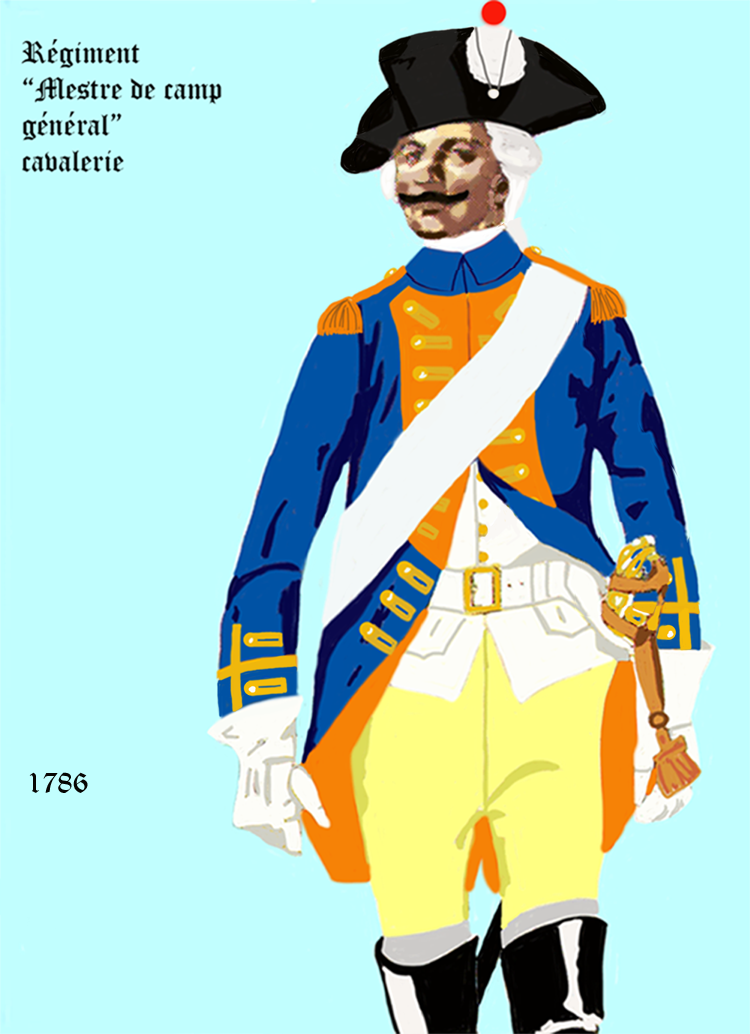
de 1786 à 1791
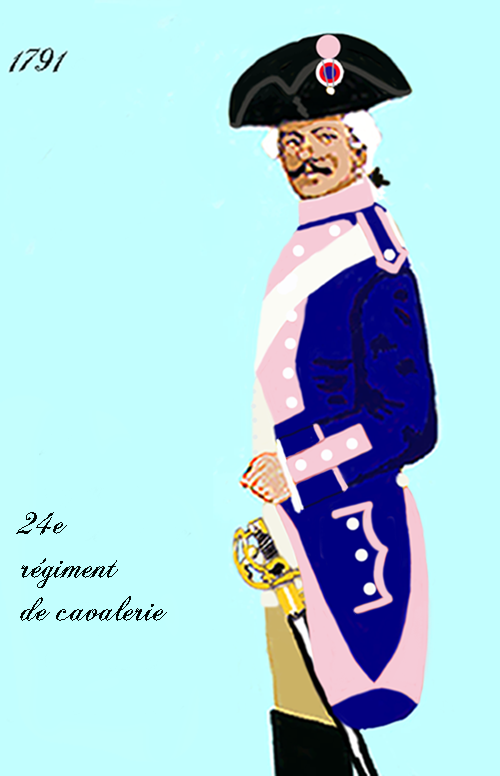
de 1791 à 1792

## Régiment Mestre de Camp Général cavalerie (1646-1646)
- Régiment Mestre de Camp Général cavalerie (1646-1646)

C'est l'ancien régiment de Palluau cavalerie, qui est renommé « régiment de Mestre de Camp Général cavalerie » le 30 mai 1646 après la nomination de Philippe de Clérambault, comte de Palluau en tant Mestre de camp général de la cavalerie légère. Engagé dans la guerre franco-espagnole, il combat en Flandre, et se trouve au siège de Courtrai en 1646, aux prises de Dixmude, de La Knoque, de Nieufdam, et de l'Écluse en 1647, à la prise d'Ypres, à la bataille de Lens en 1648, à la prise de Guise, et à la bataille de Rethel en 1650, aux batailles de Bléneau, d'Étampes et du faubourg Saint-Antoine en 1652. Le régiment cesse de porter le titre de « régiment de Mestre de Camp Général cavalerie », le 31 août 1653, prend le nom de régiment de Clérambaut cavalerie.

## Régiment Mestre de Camp Général cavalerie (1654-1661)
- Régiment Mestre de Camp Général cavalerie (1654-1661)

C'est l'ancien régiment de Bussy-Rabutin cavalerie, qui est renommé « régiment Mestre de Camp Général cavalerie » en mai 1654. Envoyé en Flandre en 1655, il participe au siège de Landrecies et au combat de Valenciennes, où il perd 3 étendards, puis au secours de Le Quesnoy. En 1656, il se trouve au siège de Valenciennes puis en 1657 aux sièges de Cambrai, de Saint-Venant, d'Ardres, de La Mothe et de Mardyck. En 1658, il assiste à la bataille des Dunes puis aux sièges de Dunkerque, de Bergues, et de Dixmude. Le régiment est licencié en Flandre le 18 avril 1661, excepté la compagnie de mestre de camp, qui est elle-même réformée à la disgrâce de Roger de Bussy-Rabutin en 1665.

## Régiment de Mestre de Camp Général dragons
- Régiment de Mestre de Camp Général dragons (ancien Tessé-Dragons)

## Régiment de Miche cavalerie
- Régiment de Miche cavalerie 

C'est l'ancien régiment de Marchin cavalerie, qui est renommé « régiment de Miche cavalerie » le 1er mars 1650 après avoir été retiré à Jean Gaspard Ferdinand, comte de Marchin, celui-ci ayant rejoint le parti des rebelles durant la Fronde. Le régiment est alors partagé en 2 régiments, qui sont donnés l'un au premier capitaine Miche, devenant le « régiment de Miche cavalerie » et l'autre au lieutenant-colonel de Montbéliard, devenant le régiment de Montbéliard cavalerie. Le « régiment de Miche », après avoir combattu à Rethel en 1650, est restitué au comte de Marchin, le 14 février 1651 puis le régiment disparaît, le comte de Marchin ayant probablement cherché fortune hors du service du roi de France.

## Régiment de Monglat cavalerie
- Régiment de Monglat cavalerie

C'est l'ancien régiment d'Albret cavalerie, qui est renommé « régiment de Monglat cavalerie » en 1655 après avoir été donné à François de Paule de Clermont, marquis de Monglat. Il est licencié à la fin de la campagne.

## Régiment des carabiniers de Monsieur
- Régiment des carabiniers de Monsieur

## Régiment des dragons de Monsieur
- Régiment des dragons de Monsieur

## Régiment de Montauban cavalerie
- Régiment de Montauban cavalerie

Le régiment est levé, 6 janvier 1652, par René de La Tour du Pin, marquis de Montauban. Il combat en Catalogne jusqu'à la paix. Le régiment est licencié 18 avril 1661, excepté la compagnie mestre de camp, qui fait la campagne de Hongrie en 1664. Rétabli à 4 compagnies le 7 décembre 1665, le régiment est engagé aux sièges de Tournai, de Douai, et de Lille en 1667 puis à la Conquête de la Franche-Comté en 1668. Réformé 26 mai, excepté la compagnie mestre de camp. Le régiment est rétabli le 9 août 1671 sur le pied de 6 compagnies et fait la campagne des Pays-Bas en 1672 et participe au siège de Maastricht en 1673. En janvier 1674, le régiment prend le nom de régiment de Béringhen cavalerie après avoir été donné, au marquis de Béringhen.

## Régiment de Montausier cavalerie
- Régiment de Montausier cavalerie

Il est levé, 10 octobre 1651, en Saintonge, par Charles-Louis de Sainte-Maure, marquis de Montausier. Il combat en Guyenne et est licencié en août 1652.

## Régiment de Montbas-Bret cavalerie (1646-1647)
- Régiment de Montbas-Bret cavalerie (1646-1647) 

C'est l'ancien régiment de Raab cavalerie, qui est renommé « régiment de Montbas-Bret cavalerie » le 11 janvier 1646 après avoir été donné, à Jean de Barthon, baron de Montbas-Bret. Engagé dans la guerre franco-espagnole le régiment se trouve aux prises de Courtrai, de Bergues, et de Dunkerque. Il prend le nom de régiment de Chémerault cavalerie en mai 1647, après avoir été donné au chevalier de Chémerault.

## Régiment de Montbas-Bret cavalerie (1651-1654)
- Régiment de Montbas-Bret cavalerie (1651-1654)

C'est l'ancien régiment de Ravenel cavalerie, qui est renommé « régiment de Montbas-Bret cavalerie » après avoir été donné le 1er décembre 1651, à Jean de Barthon, baron de Montbas-Bret. Engagé dans la guerre franco-espagnole et la Fronde, il participe à la bataille du faubourg Saint-Antoine en 1652. Le mestre de camp cède le régiment à un de ses neveux, 30 juillet suivant. Envoyé en Flandre, il est licencié en 1654.

## Régiment de Montbéliard cavalerie
- Régiment de Montbéliard cavalerie  

C'est l'ancien régiment de Marchin cavalerie, qui est renommé « régiment de Montbéliard cavalerie » le 1er mars 1650 après avoir été retiré à Jean Gaspard Ferdinand, comte de Marchin, celui-ci ayant rejoint le parti des rebelles durant la Fronde. Le régiment est alors partagé en 2 régiments, qui sont donnés l'un au premier capitaine Miche, devenant le régiment de Miche cavalerie et l'autre au lieutenant-colonel David de Marchault de Montbéliard, devenant le « régiment de Montbéliard cavalerie ». Il sert en Flandre, et assiste à la bataille de Rethel en 1650, puis à la bataille du faubourg Saint-Antoine en 1652. Il passe ensuite en Alsace, et participe au siège de Belfort en 1653 et au secours d'Arras en 1654. Il prend le nom de régiment de Raab cavalerie après avoir été donné, en 1655, au colonel Raab.

## Régiment de Montcavrel cavalerie
- Régiment de Montcavrel cavalerie

C'est l'ancien régiment de Romainville cavalerie, qui est renommé « régiment de Montcavrel cavalerie » après avoir été donné, le 15 septembre 1651, à Jean-Baptiste de Monchy, marquis de Montcavrel. Durant la Fronde, il se trouve aux batailles de Bléneau, d'Étampes et du faubourg Saint-Antoine en 1652, puis aux prises de Vervins, de Rethel, de Mouzon, et de Sainte-Menehould en 1653. Il passe ensuite en Alsace, et participe aux prises de Thann et de Brisach, rejoint la Picardie en 1654, participe au secours d'Arras, et au Siège du Quesnoy en 1654, aux sièges de Landrecies, de Condé et de Saint-Ghislain en 1655, au siège de Valenciennes en 1656, aux prises de Saint-Venant, d'Ardres, et de La Mothe en 1657, à la bataille des Dunes, et aux prises de Dunkerque, de Bergues, et de Gravelines en 1658. Le régiment est licencié en Flandre le 18 avril 1661, sauf la compagnie du mestre de camp. Rétabli le 7 décembre 1665, il rejoint l'Alsace en 1666 dans l'armée de Monsieur. Le régiment est licencié le 24 mai 1668.

## Régiment de Montdejeu  cavalerie
- Régiment de Montdejeu  cavalerie

Ce régiment, désigné aussi sous le nom « régiment de Schulemberg cavalerie » est levé le 20 mars 1652, par Jean de Schulemberg, comte de Montdejeu. Le régiment est engagé, dans le cadre de la guerre franco-espagnole, en Flandre, il se trouve en garnison à Arras en 1653 puis à sa défense en 1654 et combat en Picardie en 1655. Il est licencié en Flandre, le 18 avril 1661 après le traité des Pyrénées.

## Régiment de Montécler cavalerie
- Régiment de Montécler cavalerie

Ce régiment est levé, le 13 février 1648, par Louis chevalier de Montécler dans le cadre de la Guerre franco-espagnole. Mis en garnison à Doullens, il prend le nom de régiment de Coret cavalerie, après avoir été  donné, en octobre 1650, à M. de Coret.

## Régiment de Montégut cavalerie
- Régiment de Montégut cavalerie

C'est l'ancien régiment de Bussy de Vair cavalerie (1652-1644), qui est renommé « régiment de Montégut cavalerie » après avoir été donné, en 1653, à M. de Montégut.
Ce régiment est levé le 23 février 1652, par Pierre Huault de Bussy de Vair. Il est licencié après les troubles de la Fronde.

## Régiment de Montendre cavalerie
- Régiment de Montendre cavalerie

Ce régiment est levé, le 10 octobre 1651, en Poitou, par Charles-Louis de La Rochefoucauld, marquis de Montendre. Il combat en Guyenne et est licencié août 1652.

## Régiment de Montgobert cavalerie
- Régiment de Montgobert cavalerie

Le régiment est levé le 12 août 1652, par Alexandre de Joyeuse de Montgobert, pour la garnison de Béthune. Il est licencié dans cette place le 18 avril 1661.

## Régiment de Monti cavalerie
- Régiment de Monti cavalerie 

Ce régiment italien est levé le 24 février 1641 par le marquis de Monti. Il combat en Italie en 1641, rejoint la Catalogne en 1642, et retourne en Italie en 1643 et il est licencié après la campagne.

## Régiment de Montmorency dragons
- Régiment de Montmorency dragons

## Régiment de Montplaisir cavalerie
- Régiment de Montplaisir cavalerie

C'est l'ancien régiment de Plessis-Bellière cavalerie, qui est renommé « régiment de Montplaisir cavalerie »  après avoir été donné, le 8 décembre 1652, à René de Bruc de Montplaisir beau-frère du précédent mestre de camp mort le 24 novembre 1654 après une blessure mortelle reçue le 17 novembre précédent durant le siège de Castellamare. Dans le cadre de la guerre franco-espagnole, il combat en Italie en 1655, et au siège d'Alexandrie en 1657. Il prend le nom de régiment de La Rablière cavalerie, après avoir été donné, le 16 novembre 1657, au frère du précédent, François de Bruc de La Rablière.

## Régiment de Montpouillan cavalerie
- Régiment de Montpouillan cavalerie

Ce régiment est levé, le 24 septembre 1651, par Armand de Caumont-La-Force, marquis de Montpouillan. Le régiment passe dans les rangs de Condé puis il rentre au service du roi le 31 mars 1653. Il combat en Picardie et est licencié en 1656.

## Régiment de Moret  cavalerie
- Régiment de Moret  cavalerie

C'est l'ancien régiment d'Amilly cavalerie, qui est renommé « régiment de Moret cavalerie » le 16 février 1649 après avoir été cédé à Antoine du Bec-Crespin, comte de Moret. Engagé dans la guerre franco-espagnole, le régiment est envoyé en Flandre et participe aux siège de Condé, puis en 1650 à la prise de Guise et à la bataille de Rethel. Passé en Catalogne en 1651, il retourne en Flandre et assiste aux sièges de Landrecies, de Condé et de Saint-Ghislain en 1655, puis en 1656 au siège de Valenciennes. Mis en garnison à Mardyck en 1657, il participe, en 1658, à la bataille des Dunes, et aux sièges de Dunkerque et de Gravelines durant lequel le mestre de camp est tué le 13 août 1658, et le régiment est licencié .

## Régiment de Moulinet cavalerie
- Régiment de Moulinet cavalerie

Le régiment est levé, le 14 août 1638, par M. de Moulinet dans le cadre de la guerre de Trente Ans. Affecté en Flandre on, le trouve  à la bataille de Thionville en 1639. Il est licencié à la fin de la campagne.

## Régiment de Moullard-liégeois cavalerie
- Régiment de Moullard-liégeois cavalerie 

Le régiment est admis à la solde de la France le 1er septembre 1635 sous les ordres du colonel Ditrich Moullard de Canferbeck dans le cadre de la guerre de Trente Ans. Envoyé aux Pays-Bas, il rejoint la Picardie en 1636, participe au secours de Corbie. Il prend le nom de régiment de Marchin cavalerie après avoir été donné, le 10 avril 1637, à Jean Gaspard Ferdinand, comte de Marchin (ou Marsin).

## Régiment de Moustaros cavalerie
- Régiment de Moustaros cavalerie 

Ce régiment catalan est levé, le 13 février 1648, par M. de Moustaros. Engagé en Catalogne, dans le cadre de la guerre franco-espagnole, il prend le nom de régiment de Roussillon cavalerie après avoir été donné, en 1649, au comte de Roussillon.

## Régiment de Muller cavalerie
- Régiment de Muller cavalerie  

Ce régiment weimarien est admis à la solde de la France le 26 octobre 1635 sous les ordres du colonel Muller. Dans le cadre de la guerre de Trente Ans il est envoyé en Lorraine, puis sur le Rhin en 1636. Le 17 octobre 1641 il prend le nom de régiment de Goësbriant cavalerie après avoir été donné à Jean-Baptiste Budes, comte de Goësbriant.